# Bahnhof Velbert-Neviges
Velbert-Neviges ist ein Haltepunkt und ehemaliger Bahnhof im Velberter Stadtteil Neviges. Er ist eine von vier Stationen der S-Bahn Rhein-Ruhr in Velbert. Die drei weiteren sind Velbert-Nierenhof, Velbert-Langenberg und Velbert-Rosenhügel, der sich im Südosten von Neviges befindet. Velbert-Neviges ist neben Velbert-Langenberg einer von zwei Regionalexpress-Halten in Velbert.

## Geschichte

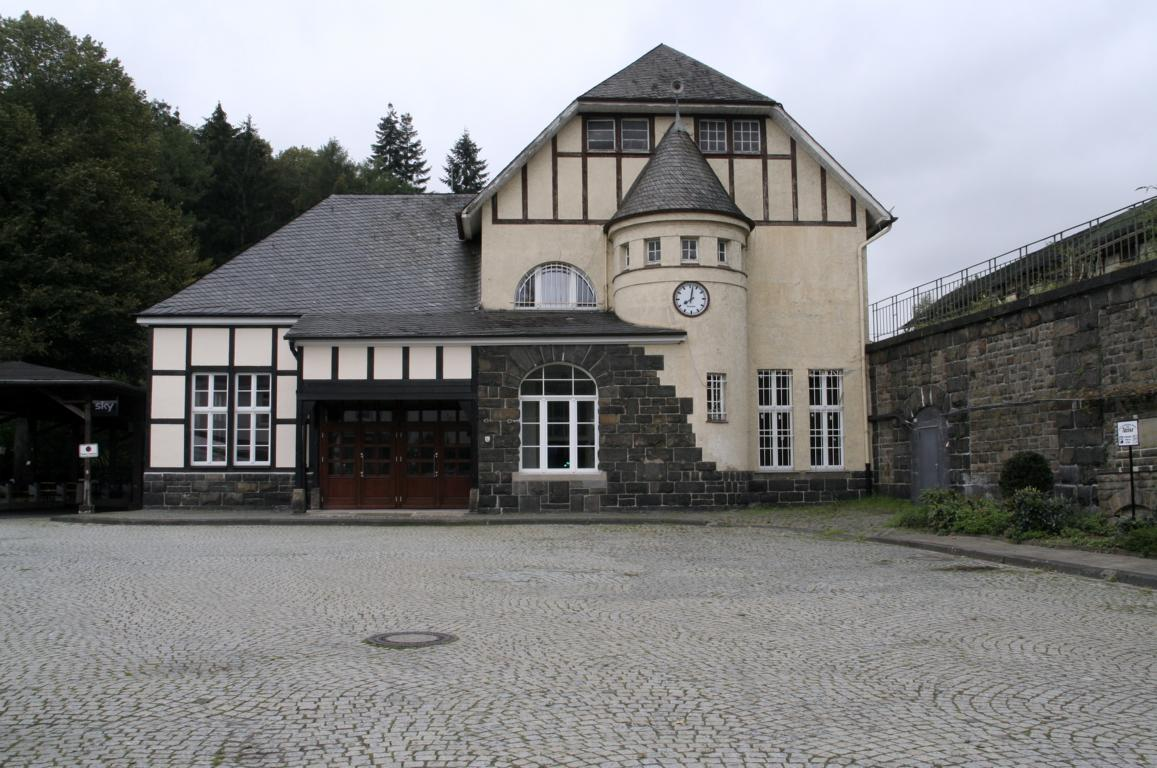
Ehemaliges Empfangsgebäude des alten Nevigeser Bahnhofs. Es wird heute als Gaststätte genutzt.

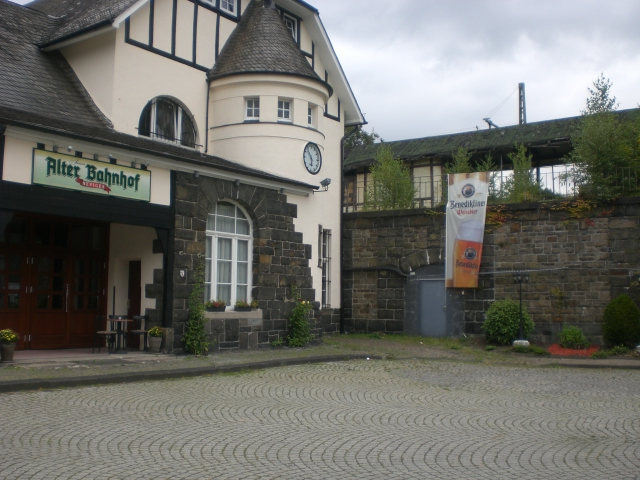
Blick von der Seite auf das ehemalige Empfangsgebäude. Im Hintergrund ist der frühere Bahnsteig zu erkennen.

Zusammen mit der Bahnstrecke Wuppertal-Vohwinkel–Essen-Überruhr wurde der Bahnhof nördlich des Zentrums der damals eigenständigen Stadtgemeinde Neviges am 1. Dezember 1847 von der Prinz-Wilhelm-Eisenbahn-Gesellschaft bei Streckenkilometer 12,8 eröffnet.
Da Neviges 1975 nach Velbert eingemeindet worden war, wurde der Name des Bahnhofs im Dezember 2003 von Neviges in Velbert-Neviges geändert. Außerdem wurde er um einige hundert Meter zum Nevigeser Markt verlegt, damit er besser mit dem Busverkehr verknüpft werden kann. Der ursprüngliche Bahnhof ist bis heute erhalten. Die ehemalige Bahnsteigüberdachung wurde im März 2019 durch die Deutsche Bahn abgerissen, das ehemalige Empfangsgebäude wird heute als Gaststätte genutzt. Dieses 1907 erbaute Gebäude an der Bernsaustraße 27 ist seit 1990 in die Denkmalliste der Stadt Velbert eingetragen.
Betrieblich handelt es sich bei der neuen Anlage um einen Haltepunkt.

## Bedeutung
Seit der Stilllegung der Niederbergbahn und mit ihr der Stilllegung der Bahnhöfe Velbert Hauptbahnhof und Velbert-Tönisheide, bildet er neben dem Bahnhof Langenberg den wichtigsten Bahnhof Velberts.
Seit seiner Verlegung zum Ortskern wird er von einer Buslinie angefahren, die alle 20 Minuten auf direktem Wege nach Velbert-Zentrum verkehrt. Vom Bahnhof in Langenberg konnte bis September 2015 die Direktverbindung nach Velbert-Zentrum nur einmal pro Stunde genutzt werden (vgl. Bahnhof Velbert-Langenberg#Ortsbus Velbert) und die Bahnhöfe Velbert-Nierenhof und Velbert-Rosenhügel (ebenfalls in Neviges gelegen) liegen zu dezentral. Somit war der Bahnhof Neviges bis September 2015 für den Zubringerverkehr von Velbert-Mitte zur S 9 der wichtigste Verknüpfungspunkt zwischen Bus und Bahn. Seit dem Fahrplanwechsel im September 2015 verkehrt die direkte Buslinie vom Bahnhof Langenberg nach Velbert-Mitte im 20-Minuten-Takt, sodass der Nevigeser Bahnhof jetzt nur noch aus südlicher Richtung der wichtigste Verknüpfungspunkt zwischen Bus und Bahn in Velbert ist.

## Lage und Bedienung

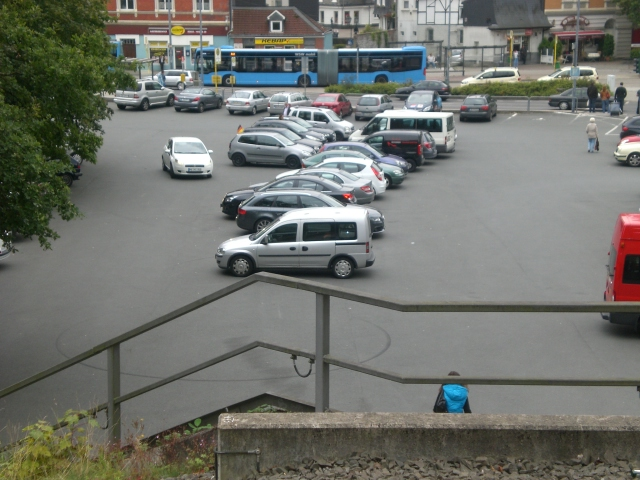
Blick vom S-Bahnsteig aus auf den P+R-Parkplatz am Bahnhof Neviges. Im Hintergrund die Bushaltestelle Neviges Markt/Bf.

Der Haltepunkt liegt an der Bahnstrecke Wuppertal-Vohwinkel–Essen-Überruhr bei km 12,5, der alte Bahnhof bei km 12,8. Diese wird von der als Wupper-Lippe-Express-bezeichneten Regionalexpress-Linie RE49 und der S-Bahn-Linie S 9 bedient, deren planmäßige Fahrtzeit vom Bahnhof Velbert-Neviges etwa 23 Minuten (RE 49) bzw. 27 Minuten (S 9) zum Essener Hauptbahnhof und 15 Minuten (RE 49) bzw. 21 Minuten (S 9) zum Hauptbahnhof Wuppertal beträgt.
Die Züge der S 9 nach Wuppertal Hbf fahren stündlich weiter bis Hagen Hbf; in der Gegenrichtung über Essen Hbf und Bottrop Hbf nach Gladbeck West mit den beiden Linienästen nach Recklinghausen Hbf und Haltern am See.
Der Bahnhof befindet sich am Nevigeser Markt, der ehemalige Bahnhof Velbert-Neviges am Nevigeser Dom. Direkt neben dem Haltepunkt befindet sich eine Park-and-ride-Anlage. Auf diese folgt die Bushaltestelle Neviges Markt/Bf, von der drei regionale Buslinien sowie die Bürgerbuslinien des Bürgerbus Neviges Tönisheide verkehren. Die Buslinien verbinden den Bahnhof Neviges mit Velbert-Zentrum, Neviges-Siepen, Velbert-Langenberg, Velbert-Nierenhof sowie Hattingen und Wuppertal-Elberfeld und Wuppertal-Barmen.

## Schienenverkehr
Der Bahnhof Velbert-Neviges ist in das Netz der S-Bahn Rhein-Ruhr integriert.
| Linie | Verlauf | Takt                                                                       |
| ----- | --- | -------------------------------------------------------------------------- |
| RE 49 | Wupper-Lippe-Express: Wesel – Friedrichsfeld (Niederrhein) – Voerde (Niederrhein) – Dinslaken – Oberhausen-Holten – Oberhausen-Sterkrade – Oberhausen Hbf – Mülheim (Ruhr)-Styrum – Mülheim (Ruhr) Hbf – Essen West – Essen Hbf – Essen-Steele – Essen-Kupferdreh – Velbert-Langenberg – Velbert-Neviges – Wuppertal-Vohwinkel – Wuppertal Hbf Stand: Fahrplanwechsel Dezember 2021 | 60 min (wochentags)                                                        |
| S 9   | Linienweg 1: Haltern am See – Marl-Hamm – Marl Mitte – GE-Hassel – GE-Buer Nord – Linienweg 2: Recklinghausen Hbf – Herten (Westf) – Hauptlinienweg: Gladbeck West – Bottrop-Boy – Bottrop Hbf – E-Dellwig Ost – E-Gerschede – E-Borbeck – E-Borbeck Süd – Essen West – Essen Hbf – E-Steele – E-Überruhr – E-Holthausen – E-Kupferdreh – Velbert-Nierenhof – Velbert-Langenberg – Velbert-Neviges – Velbert-Rosenhügel – Wülfrath-Aprath – W-Vohwinkel – W-Sonnborn – W-Zoologischer Garten – W-Steinbeck – Wuppertal Hbf – W-Unterbarmen – W-Barmen – W-Oberbarmen – W-Langerfeld – Schwelm West – Schwelm – Gevelsberg West – Gevelsberg-Kipp – Gevelsberg Hbf – Gevelsberg-Knapp – HA-Westerbauer – HA-Heubing – HA-Wehringhausen – Hagen Hbf Stand: Fahrplanwechsel Dezember 2023 | 60 min (je Linienast) 30 min (Gladbeck–Wuppertal) 60 min (Wuppertal–Hagen) |

## Regionale Buslinien
| Linie | Linienverlauf | Takt   | Betreiber |
| ----- | --- | ------ | --------- |
| 627   | Velbert-Neviges Markt/Bf. – Velbert-Neviges, Rosenhügel Bf. – Neviges Siepen – Wuppertal-Dönberg – Wuppertal-Barmen, Alter Markt – Wuppertal-Barmen Bf.                                                                    | 60 min | WSW mobil |
| 647   | Hattingen Mitte – Velbert-Nierenhof Busbahnhof/Bf. – Velbert-Langenberg Bf. – Velbert-Neviges Markt/Bf. – Velbert-Neviges, Rosenhügel Bf. – Wuppertal-Katernberg – Wuppertal-Elberfeld Wall/Museum bzw. Morianstraße (Hbf) | 20 min | WSW mobil |
| 649   | Velbert ZOB – Willy-Brandt-Platz – Tönisheide – Velbert-Neviges, Markt/Bf. – Neviges-Siepen – Velbert-Rosenhügel Bf. – Wuppertal-Katernberg – Robert-Daum-Platz – Wuppertal Hbf                                            | 20 min | WSW mobil |

Dabei ist die Buslinie 649 in ihrer Funktion als Zubringer von Velbert-Mitte zur S 9 optimal auf die S-Bahn abgestimmt. Die ankommende 649 bleibt immer eine Zeit lang am Bahnhof Neviges stehen und wartet die Fahrgäste der Linie S 9 ab, bevor sie in Richtung Velbert-Mitte oder Wuppertal weiterfährt.